# Manus Vrauwdeunt
Hermanus Lodevicus Willebrordus (Manus) Vrauwdeunt (Rotterdam, 11 april 1913 – aldaar, 8 juni 1982) was een Nederlandse voetballer die bij Feyenoord speelde in de periode 1931-1947.
Vrauwdeunt groeide op in de Rosestraat in Rotterdam-Zuid. Op twaalfjarige leeftijd werd hij lid van Feijenoord; hij werd geïntroduceerd door eerste-elftalspeler Kees Pijl. Op zestienjarige leeftijd werd hij toegevoegd aan de selectie van Feijenoord-een. Op 20 december 1931 debuteerde Manus Vrauwdeunt in de thuiswedstrijd tegen ZFC. Mede omdat Manus niet verder dan een schot tegen de paal kwam, won ZFC met 5 - 1.
Vrauwdeunt, slechts 1,59 meter lang en met schoenmaat 38, was een technisch begaafde en explosieve midvoor die ook bekend stond om zijn tirades tegen arbitrage en medespelers. Samen met Puck van Heel kon hij schitteren in het moderne positiespel van de Oostenrijkse trainer Richard "Dombi" Kohn dat de club in 1936 en 1938 landskampioen maakte.
Hij was een van de twaalf Feyenoord-spelers die op 27 maart 1937 met een vriendschappelijke wedstrijd tegen het Belgische Beerschot het nieuwe stadion De Kuip inwijdden. Gadegeslagen door 37.825 toeschouwers en radioverslaggever Han Hollander werd het in de stromende regen 5-2 voor de thuisclub.
Manus Vrauwdeunt was ook matchwinnaar van de vriendschappelijke wedstrijd Feyenoord - Arsenal (1-0) van 8 mei 1938.
Vrauwdeunt speelde 253 competitiewedstrijden voor Feyenoord en maakte hierin 123 goals. Hij kwam een keer uit voor het Nederlands elftal, in een thuiswedstrijd op 7 maart 1937 tegen Zwitserland, nadat hij twaalfmaal reserve was geweest. Vrauwdeunt gaf Beb Bakhuijs de assist voor de eerste goal en scoorde zelf de tweede in de met 2-1 gewonnen wedstrijd. Verder zat hij vanaf zijn debuutjaar al in diverse nationale selecties zoals het Nederlands B-voetbalelftal, het Bondselftal of het Zwaluwenelftal. Met zijn 1,59 m is hij de kleinste speler die ooit voor Oranje uitkwam. In die wedstrijd speelde ook Frank Wels mee, de op een na kleinste Nederlands international.
In de oorlogsjaren kreeg Vrauwdeunt last van slijtende knieën en hij stopte met spelen in 1943. Hij trainde BVV in Den Bosch gedurende het seizoen 1943-1944 maar voegde zich later dat jaar weer bij de selectie van Feijenoord die werd getraind door Kees Pijl. Hij speelde nog door tot halverwege het seizoen 1947-1948 maar werd steeds minder vaak opgesteld.
Na zijn voetbalcarrière had hij een tijd lang een café. Later werkte hij bij Verolme totdat hij op zijn 59ste werd afgekeurd en in een rolstoel terechtkwam. Zijn zoon Piet (1944-1987) haalde als voetballer ook het eerste van Feyenoord en speelde daarna nog voor DWS.

## Erelijst
- Landskampioen:1936, 1938, 1940
- KNVB beker: 1935 (Holdert Beker)
- Zilveren Bal: 1933, 1937, 1939, 1942
- Afdelingskampioen Eerste Klasse (afdeling West II): 1931, 1932, 1933, 1936, 1937, 1938, 1940, 1943